# Psalm 69
Psalm 69 – jeden z utworów zgromadzonych w biblijnej Księdze Psalmów. W systemie numeracji stosowanym w greckiej Septuagincie i łacińskiej Wulgacie psalm ten jest psalmem 68.
Psalm ten identyfikuje się również często przez łaciński incipit Salvum me fac, Deus, quoniam intraverunt aquae (wersja Wulgaty; w Nowej Wulgacie ...quoniam venerunt aquae).

## Tekst psalmu i jego interpretacja
Psalm ten zaliczany jest do grupy psalmów lamentacyjnych, a więc stanowi modlitwę, wyraz wiary i ufności w pomoc Bożą w konkretnej sytuacji życiowej. Na psalm składają się dwie lamentacje, każda zawiera skargę i następującą po niej modlitwę, od wersetu 31. psalm nabiera charakteru hymnu dziękczynnego. Tekst hebrajski określa Psalm 69 jako należący do utworów przypisywanych królowi Dawidowi. Na początku hebrajskiej superskrypcji pojawia się zalecenie „Kierownikowi chóru” (hebr. ‏לַ֭מְנַצֵּחַ‎), co wskazuje na jego zastosowanie liturgiczne. Superskrypcja sugeruje również, iż psalm powinien być wykonywany „na modłę pieśni: «Lilie...»” (hebr. ‏שׁוֹשַׁנִּים‎). Chodziło zapewne o użycie konkretnej znanej w starożytności w środowisku żydowskim melodii.
W Psalmie 69 pięciokrotnie wymienione zostaje imię Jahwe (hebr. ‏יהוה‎; ww. 7, 14, 17, 32 i 34).
Redaktorzy polskich wydań Biblii opatrzyli Psalm 69 następującymi nagłówkami sugerującymi jego interpretację: modlitwa prześladowanego dla sprawy Bożej (Biblia poznańska), błaganie uciśnionego (Biblia Tysiąclecia), lamentacja (Biblia jerozolimska).
Podmiot wzywa Boga na pomoc, znajduje się w naprawdę rozpaczliwej sytuacji. Używa metafory wzbierającej wody, która grozi zatopieniem nieszczęśnika. Wrogowie nastają i są bardzo liczni. To, co się dzieje nazwane zostaje przez psalmistę niesprawiedliwością (w. 2–5). Następuje powtórne bezpośrednie zwrócenie się do Boga, który nie powinien zawodzić  pokładających w nim ufność. Podmiot liryczny znosi hańbę i urąganie z powodu gorliwości (hebr. ‏קִנְאַת‎) wobec domu Bożego (hebr. ‏בֵּיתְךָ‎), stając się obcym nawet dla własnej rodziny. Trapiony postem i ubrany w wór (hebr. ‏שָׂק‎), staje się obiektem zniewag i pośmiewiska dla nikczemnych, którzy plotkują o nim i śpiewają szydercze pieśni, amatorzy sycery (hebr. ‏שֵׁכָר‎; 8–13). Ponownie wzywa Bożej interwencji. Nie tracąc nadziei prosi o wybawienie z głębiny. Wzywa Boga, by zbliżył się i uwolnił go od wrogów, ufając w zbawczą wierność i ogromne miłosierdzie (hebr. ‏רַחַם‎; 14–19). Prześladowany uważa, że padł ofiarą własnej własnej gorliwości. Wyraża głęboki ból, wstyd i osamotnienie, zwracając się do Boga, który zna jego cierpienie, podczas gdy prześladowcy dręczą go bez litości, podając mu żółć (hebr. ‏רֹאשׁ‎) i ocet (hebr. ‏חֹמֶץ‎). Prosi o sprawiedliwą karę dla swoich wrogów: by ich stół stał się pułapką, oczy oślepły, a domy opustoszały, wylewając na nich Boży gniew. Błaga także, by ich winy zostały spotęgowane, a oni sami wymazani z księgi żyjących, odcięci od sprawiedliwości i wspólnoty prawych (20–29). Ostatecznie podmiot, czując się nędznym i zbolałym, jeszcze raz prosi Boga o pomoc, pragnąc Go chwalić pieśnią (hebr. ‏שִׁיר‎) i dziękczynieniem (hebr. ‏תּוֹדָה‎), co jest milsze Bogu niż ofiary ze zwierząt, jak bawół (hebr. ‏שׁוֹר‎) i cielec (hebr. ‏פַּר‎). Ubodzy (hebr. ‏אֶבְיוֹנִים‎) i szukający Boga powinni radować się, bo Pan wysłuchuje biednych, nie gardzi więźniami i ocali Syjon (hebr. ‏צִיּוֹן‎), dając posiadłość swoim sługom. Niechaj niebiosa, ziemia i morza chwalą Boga za Jego dzieła i opiekę nad tymi, którzy Go miłują (30–37).
W pierwszej interpretacji osoba liczby pojedynczej jest rodzajem figury stylistycznej, jak cierpiący Sługa Pański z 53. rozdziału Księgi Izajasza, który może być rozumiany jako uosobienie Reszty Izraela, pozostającej wierną Bogu pomimo niewoli. Sprawiedliwi potrzebują i oczekują wybawienia, ale również ukarania winnych. Mają nadzieję, że interwencja Boża sprawi, że świątynia i miasta zostaną odbudowane.
W interpretacji indywidualnej osoba prześladowana to Jezus, który sam odniósł do siebie słowa „nienawidzą mnie bez przyczyny” w Ewangelii wg św. Jana 15,25. W Nowym Testamencie znajdują się inne cytaty lub nawiązania do Psalmu 69 w odniesieniu do osoby Jezusa czy innych spraw: Mk 15,36; J 2,17; J 19,29; Rz 15,3; Rz 11,9n.
W Dziejach Apostolskich 1,20 Szymon Piotr przedstawia śmierć Judasza Iskarioty jako wypełnienie się jednego ze złorzeczeń skierowanych w Ps 69,26 przeciwko wrogom. Typowo wschodnie złorzeczenia z wersetów 23–29 odrzucone zostały przez liturgię chrześcijańską.

## Użycie w liturgii brewiarzowej
W rzymskiej liturgii godzin, zreformowanej po soborze watykańskim II, Psalm 69 odmawiany jest w Godzinie Czytań piątku trzeciego tygodnia z własnymi antyfonami zaczerpniętymi z jego treści, podzielony na trzy części, bez wersetów o wymowie złorzeczącej 23–29. W nagłówku redaktorzy umieścili słowa z psalmu zacytowane w Janowej Ewangelii 2,17: „Gorliwość o dom Twój mnie pożera”. Jako krótki komentarz zapisany kursywą zacytowano Ewangelię wg św. Mateusza (27,34).